# Болгарська літературна мова
Болгарська літературна мова (болг. Български книжовен език) — кодифікований варіант загальної мовної системи болгарської мови, що являє собою сукупність літературної мови і місцевих діалектів (просторіччя), жаргонів, професійних арго і т. д.
Літературна мова викладається в школах, використовується в діловій та офіційній сфері. Вона наділена стилістичною різноманітністю, що дозволяє користуватися мовою в усіх сферах спілкування. Літературну мову викладають іноземцям, що вивчають болгарську.

## Історія
Болгарська традиція приписує створення староболгарської літературної мови братам Кирилу і Мефодію (IX століття). Цією мовою було створено багато релігійної і художньої літератури, вона використовувалася як адміністративна мова першої болгарської держави.
Становлення сучасної літературної болгарської мови пов'язане з подіями Болгарського національного відродження (друга половина XVIII століття — 1878 рік), з відновленням болгарської державності і розвитком болгарської літератури та функціональних стилів болгарської мови.
Македонську літературну мову в Болгарії прийнято називати «македонською літературною нормою», маючи на увазі розвиток цієї форми із одного діалектного континууму з болгарською літературною мовою та не визнаючи таким чином існування окремо македонської мови. Крім македонської норми відомі також банатська літературна норма та спроби кодифікації болгарських рупських говірок півночі Греції (Фракія) — помакської мови.